# Dodavatel
Dodavatel je fyzická nebo právnická osoba, která dodává odběrateli zboží nebo služby, zpravidla za peníze. V účetnictví odběratele vystupuje zpravidla jako věřitel. Typickým dodavatelem je prodejce, typickým odběratelem je kupující.
Jedná se tedy o ekonomický subjekt, který při uzavírání a plnění smlouvy jedná v rámci své obchodní nebo jiné podnikatelské činnosti obvykle jakožto subjekt prodávajícího.

## V českém právním řádu

### V kontextu spotřebitelského práva
Až do konce roku 2013 obsahovalo obecnou definici dodavatele ustanovení zákona č. 40/1964 Sb., občanský zákoník, o spotřebitelských smlouvách: Dodavatelem je osoba, která při uzavírání a plnění smlouvy jedná v rámci své obchodní nebo jiné podnikatelské činnosti. V tomto smyslu šlo o protistranu spotřebitele. Od 1. ledna 2014, kdy nabyl účinnosti zákon č. 89/2012 Sb., občanský zákoník (dále jen „OZ“), není daný pojem takto definován. OZ využívá označení „dodavatel“ pouze jako obecný výraz pro dodavatele služeb nebo zboží (např. § 2940 OZ: Nelze-li výrobce určit podle § 2939, nahradí škodu i každý dodavatel, pokud poškozenému při uplatnění práva na náhradu škody do jednoho měsíce nesdělí, kdo je výrobcem nebo kdo mu výrobek dodal.). Jen ve smyslu původního občanského zákoníku by tedy v některých případech, kdy OZ hovoří o podnikateli, bylo možné pojem podnikatele stále chápat jako dodavatele (např. § 419 OZ: Spotřebitelem je každý člověk, který mimo rámec své podnikatelské činnosti nebo mimo rámec samostatného výkonu svého povolání uzavírá smlouvu s podnikatelem nebo s ním jinak jedná.). Definice dodavatele se proto odlišuje v rámci různých zvláštních zákonů.
Pro účely zákona o ochraně spotřebitele (č. 634/1992 Sb.) je dodavatel odlišován od výrobců a dovozců jako každý další podnikatel, který přímo nebo prostřednictvím jiných podnikatelů dodal prodávajícímu podnikateli výrobky.

### V kontextu veřejných zakázek
Zákon o veřejných zakázkách (č. 137/2006 Sb.) definuje v § 17 dodavatele jako právnickou nebo fyzickou osobu, která dodává zboží, poskytuje služby nebo provádí stavební práce, pokud má sídlo, místo podnikání či místo trvalého pobytu na území České republiky, anebo která je zahraničním dodavatelem. Za zahraničního dodavatele může být pokládána právnická osoba se sídlem mimo území České republiky či fyzická osoba s bydlištěm mimo území České republiky. Tyto osoby mohou v České republice podnikat za stejných podmínek jako české osoby, pokud zvláštní zákon nestanoví něco jiného. Dodavatel, ve smyslu zákona o veřejných zakázkách, musí mít způsobilost k plnění veřejných zakázek. Tato způsobilost k plnění veřejných zakázek se označuje jako kvalifikace dodavatele, jejíž rozsah a proces prokazování je podrobně upraven zákonem.

## Možnosti výskytu termínu dodavatel
Z pohledu veřejnosti se s pojmem dodavatel nejčastěji setkáme v oblasti dodávky elektřiny a plynu. S tímto pojmem se můžeme také setkat v oblasti služeb. Nejčastěji se jedná o služby ve stavebnictví.
Z hlediska podnikání se nejčastěji s pojmem setkáme při doručování zboží a materiálu. Za účelem prodeje nebo výrobě výrobku. Termín je běžný v logistických řetězcích a cyklech.